# Mariano Fioravanti
Mariano Fioravanti (Ascoli Piceno, 5 giugno 1968) è un ex calciatore italiano, di ruolo centrocampista.

## Carriera
Cresce nell'Ascoli che lo fa esordire in Serie A il 10 gennaio 1988 in Ascoli-Pescara (2-1) e poi lo impiega in un'altra occasione nella stessa stagione. L'anno successivo disputa altre 7 gare in Serie A coi bianconeri.
Dal 1989 gioca in Serie C2, prima un anno nella Turris, poi uno nel Giulianova ed infine per due nell'Altamura.
Chiude la carriera da calciatore nelle serie minori di Marche e Abruzzo.
Nel 2011 ha lavorato nei giovanissimi della Pro Calcio Ascoli.
Nel 2012 ha lavorato nel settore giovanile dell'Ascoli Calcio per la categoria Allievi.
Dal 2014 fino al 30 giugno 2017 ha lavorato presso il settore giovanile del Calcio Lama.
Dal primo agosto 2017 è collaboratore tecnico del Mister Remo Orsini alla Berretti della Fermana Football Club.
Dal settembre 2021 è allenatore nel settore Giovanissimi del Torrione Calcio.